# Giorgio Almirante
Pour les articles homonymes, voir Almirante.
Giorgio Almirante (né le 27 juin 1914 à Salsomaggiore Terme, dans la province de Parme en Émilie-Romagne et mort à Rome le 22 mai 1988) est un homme politique italien.
Il fut le principal représentant du Mouvement social italien – Droite nationale (MSI), parti politique d'extrême droite qu'il fonde en 1946 avec d'autres vétérans de la République sociale italienne, comme Pino Romualdi, et d'anciens membres du régime fasciste, comme Augusto De Marsanich.

## Biographie

### Formation
Fils de Rita Armaroli et de Mario Almirante, un acteur appartenant à la compagnie d'Eleonora Duse, par la suite metteur en scène de films du cinéma muet, Giorgio Almirante provient d'une famille d'acteurs et de réalisateurs (Nunzio, Pasquale, Mario, Giacomo, Ernesto, Luigi, Italia), depuis le XIXe siècle et de patriotes[C'est-à-dire ?], dont les ancêtres appartenaient à la haute noblesse de Naples (les Almirante avaient été autour de 1691 ducs de Cerza Piccola).
Le travail de son père l'oblige à passer les dix premières années de sa vie à travers toute l'Italie, avant de s'établir à Turin, puis à Rome. Almirante travaillera aussi dans l'industrie du cinéma en tant que directeur de doublage (pour notamment Dumbo (1941) de Disney ou Les Feux de la rampe (1952) de Chaplin) ou critique cinématographique pour le journal fasciste de (it) Telesio Interlandi.
C'est dans la capitale italienne qu'il passe sa maîtrise de lettres en 1937, avec un mémoire sur la lecture de Dante Alighieri au XVIIe siècle, mené avec le philologue italianiste Vittorio Rossi (it).

### Fascisme et adhésion au racisme
Parallèlement à ses études, il commence une carrière de journaliste, collaborant au quotidien fasciste Il Tevere (Le Tibre) dont les colonnes étaient notamment chargées de faire connaître les activités et l'esprit d'organisation des jeunesses fascistes. Il y travaillera jusqu'en 1943, date à laquelle il en devient le rédacteur en chef.
En 1932, il inaugure la Mostra della Rivoluzione Fascista (Exposition de la Révolution fasciste) qui célèbre le dixième anniversaire de l'arrivée au pouvoir de Benito Mussolini, et en témoignera avec éloquence sur les pages du Tevere. Il entre dans le GUF, les groupes universitaires fascistes mussoliniens.
L'album de l'histoire des éditions Arnoldo Mondadori rapporte qu'en 1936, Almirante avait été indigné par la publication du roman humoristique Jean Lioba, libero docente de Richard Zaugg, dont il avait dénoncé « l'impudente intonation pro-juive ».
Signataire en 1938 du Manifesto della razza (Manifeste sur la race) qui énumère les mesures administratives et législatives racistes qui s'appliqueront de 1938 à 1945, il sera secrétaire de rédaction jusqu'en 1942 de la revue La défense de la race (La Difesa della razza). Il y promeut les thèses et des justifications racistes et antisémites venues de l'Allemagne nazie, qui avaient déjà porté à l'approbation des lois raciales en 1938, mais qui n'obtinrent jamais le succès qu'elles eurent en Allemagne, même si nombre de juifs italiens furent arrêtés et déportés à Auschwitz en 1943.
Il reniera plus tard son adhésion au racisme[réf. nécessaire] mais pétri d'une loyauté sincère et profonde à l'égard du Duce, il s'affirmera après-guerre comme l'héritier et le défenseur de la mémoire du fascisme.

### Seconde guerre mondiale
Au début de la Seconde Guerre mondiale, Giorgio Almirante fut envoyé en Sardaigne comme officier d'un corps d'armée. Il demanda et obtint une promotion en tant que correspondant de guerre. Il partit pour la Libye à la suite de la division de Chemises noires du 23 mars et participa à la Campagne d'Afrique du Nord. Il signa de nombreux articles parus dans le Tibre, abandonnant le style rhétorique et fasciste en passant à une prose plus sèche et plus concise, un must selon lui dans les rapports de guerre. Il a été décoré avec la croix de guerre pour valeur militaire pour avoir été parmi les premiers à entrer dans Sollum et Sidi Barrani, mais se rappelant l'épisode où il n'a jamais parlé d'héroïsme ni de combats, au contraire, il a refusé à plusieurs reprises. Son témoignage a toujours paru sur le Tibre:
"Celui qui vous parle a eu la grande chance de suivre à chaque étape, avec les correspondants de guerre des autres journaux italiens, la marche victorieuse, de vivre l'histoire dramatique avec les troupes et parmi les troupes, de voir le défenseur parmi les premiers conclusion. À Sidi el Barrani, nous sommes entrés dans les Camicie Nere âgées de 15 ans et dans une patrouille de motards bersaglieri, pics extrêmes d’avant-garde, à la suite d’un général de division. Jamais auparavant nous n'avions senti le privilège de notre profession de journaliste."

### République de Salò
Après avoir pris part à la Campagne d'Afrique du Nord, Almirante adhère à la République sociale italienne, créée au lendemain de l'armistice du 8 septembre 1943. Il passe à Salò, « État fantoche créé par Mussolini dans les régions du nord et du centre de l'Italie, contrôlées par les nazis ». Il s'engage dans la Garde nationale républicaine avec le grade de capomanipolo. D'abord chef de cabinet du ministre de la Culture populaire de Mussolini, il devient lieutenant de la brigade noire dépendant de ce même ministre. C'est dans les rangs de cette unité qu'il va lutter contre les résistants, notamment en Val d'Ossola et dans la région de Grosseto.

### Après-guerre
Giorgio Almirante passe dans la clandestinité, du 25 avril 1945 (date de l'armistice définitif) jusqu'en septembre 1946. Durant cette période, il aurait trouvé refuge auprès de la famille juive de Emanuele Levi qu'il aurait cachée précédemment au cours des raids.
Le 26 décembre 1946, il participe à Rome à la création du MSI (Movimento sociale italiano) de la droite nationale, qu'il dirigera jusqu'en 1950, puis à nouveau de 1969 à 1987. Il dirigera également Révolte idéale (Rivolta ideale), un hebdomadaire de propagande de droite.
En 1947, le MSI prend part aux élections municipales à Rome. Lors de la campagne, Almirante organise un rassemblement public interrompu par les politiciens de l'opposition et une violente rixe s'ensuit. Almirante est accusé d'apologie du fascisme et en novembre 1947, il est condamné à une peine de douze mois d'emprisonnement qui sera annulée. La même année, il est reconnu coupable de collaboration avec les troupes nazies. À la même époque, il enseigne la littérature dans un lycée à Rome.
Il entre à la Chambre des députés dès la première législature de 1948 et sera systématiquement réélu jusqu'à sa mort.
Pendant sa longue permanence à la tête du MSI, Almirante sut faire valoir sa personnalité posée et consensuelle, indispensable dans un parti au sein duquel, surtout après la fusion avec les royalistes en 1971, militaient des personnalités aux origines politiques extrêmement diverses et aux caractères tout aussi variés. Il fut l'artisan de ce qui a été défini comme la « politique du costume croisé », à mi-chemin entre l'héritage fasciste et l'ouverture sur le système.

### Ses combats

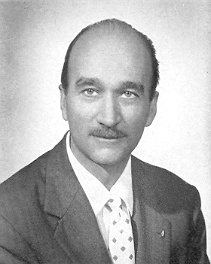
G. Almirante, 1963.

Giorgio Almirante se distingua dans différentes batailles pour la défense de l'italianité sur le territoire national, prononçant des discours-fleuve (allant jusqu'à 9 heures) en faveur du retour de Trieste à l'Italie, contre la modification du statut spécial du Trentin-Haut-Adige, qui prévoyait la défense de la langue allemande mais qui, selon lui, était déséquilibré et lésait la communauté italophone, et enfin contre la création des régions en 1970. Il critiqua également la loi Scelba, qui interdisait la reconstitution du Parti Fasciste.
Au début des années 1960, il s'engagea contre la nationalisation de l'énergie électrique. Au début des années 1970, par respect pour la discipline de parti, il s'exprime contre l'introduction du divorce (sa position d'ouverture avait en effet été mise en minorité au sein du MSI pendant les discussions).
Lui-même bénéficiera des possibilités offertes par la loi Fortuna-Baslini qu'il avait combattue, pour divorcer de Gabriella Magnatti, sa première femme dont il avait eu une fille en 1949, Rita, et se remarier en 1952 avec Assunta Stramandinoli, veuve du marquis de Médicis mais qu'il avait connue à l'époque où elle était encore mariée, et dont il avait eu une seconde fille, Giuliana de Médicis, en 1969.
Appuyant le thème de « la défense de l'Italie de la menace communiste », Almirante organise en décembre 1969, une manifestation à Rome appelé « Rendez-vous avec la nation » et qui est suivie par le Parti et toutes les organisations sympathisantes.
Le 27 juin 1971, le journal l'Unità publie un communiqué intitulé « Un serviteur des nazis » (Un servo dei Nazisti) rappelant la collaboration avec l'occupant allemand de Giorgio Almirante durant la Seconde guerre mondiale, à la suite de documents compromettants exhumés par des historiens de l'Université de Pise. Almirante dénonça « une campagne de presse honteuse » et « une méprisable infamie ». Un procès contre les journalistes se tint à Rome sur plusieurs années et en juin 1974, furent trouvées dans les archives de l'État et produites devant la Cour des preuves documentaires attestant sans équivoque de la véracité des premiers documents. Almirante fut donc débouté de toutes ses demandes contre les journalistes car ceux-ci avaient « démontré la véracité des faits ».
En 1972, grâce notamment à la fusion avec le Parti démocratique italien d'unité monarchiste, le MSI, Movimento sociale italiano, obtint son meilleur score aux élections législatives sous l'étiquette MSI-Droite Nationale, avec 56 députés et 26 sénateurs.
Devenu le principal symbole de la droite anti-communiste, il fut souvent attaqué par les forces de gauche, notamment celles d'extrême-gauche, qui l'accusèrent entre autres d'avoir été un « fusilleur » sous la République de Salò. Almirante répondit à ces accusations par procès et par la publication d'un livre, Autobiographie d'un fusilleur : « Un titre doublement menteur puisque ce n'est pas une autobiographie et que je ne suis pas un fusilleur ».
Le Procureur général de Milan de l'époque décida alors de demander à la Chambre l'autorisation d'engager une procédure contre Almirante pour tentative de reconstitution du Parti fasciste. Celle-ci fut accordée le 24 mai 1973 mais l'enquête ne déboucha sur rien et l'affaire fut classée. Une pétition organisée par des groupes extrémistes de gauche en faveur de la dissolution du MSI n'eut pas plus de succès.
Vers la fin des années 1970, en pleine crise du terrorisme (les fameuses années de plomb), Almirante prit parti pour le rétablissement de la peine de mort pour les terroristes reconnus coupables d'assassinat. En 1978, il fonde l'Eurodestra, en prévision des élections européennes.
Après son opposition à la loi sur le divorce, il s'opposa aussi à la légalisation de l'avortement et soutint le décret-loi du Premier ministre Bettino Craxi libéralisant le marché télévisé.
Tout au long de sa vie, Giorgio Almirante fut impliqué ou poursuivi par plusieurs « affaires » et accusations : collaboration avec les nazis, apologie du fascisme, insurrection armée contre les pouvoirs de l'État, tentative de reconstitution du parti fasciste, affaire de l'Unità, aide au terrorisme néo-fasciste (massacre de Peteano, stratégie de la tension), subversion des cercles noirs et loge P2, etc.

### Fin de vie
Son état de santé le contraint en 1987 à abandonner la direction du parti à son dauphin Gianfranco Fini, alors secrétaire du Front de la Jeunesse du MSI. Ce choix revenait à couper les ponts avec le passé, car « Personne ne pourra traiter de fasciste quelqu'un né après guerre ». G. Fini dira de lui qu'il était « un grand Italien » et « le leader de la génération qui a refusé de se rendre ».
Il meurt à Rome, le 22 mai 1988 à 10h10 après une opération subie à Paris, qui ne fit qu'aggraver son état, lui provoquant une hémorragie cérébrale,. La cérémonie de ses obsèques se tiendra à Rome, dans l'église Sainte-Agnès en Agone de la piazza Navona et ses funérailles seront suivies par des milliers de personnes. Il est inhumé au cimetière communal monumental de Campo Verano de Rome où repose sa tante, l'actrice du cinéma muet Italiana Almirante Manzini.
Figure controversée, Almirante avait su gagner le respect personnel de certains de ses adversaires politiques. À son décès, la présidente de la Chambre des députés, Nilde Iotti, et le dirigeant historique du PCI et chef de la Résistance Giancarlo Pajetta rendirent hommage à sa dépouille. Almirante avait fait de même en 1984 lors de la mort d'Enrico Berlinguer, en se rendant au siège romain du PC italien.

## Honneurs et postérité
Durant sa vie, il fut décoré de la Croix de guerre pour vaillance militaire (it. Croce di guerra al valor militare) et de la médaille commémorative des opérations militaires en Afrique orientale (it. Medaglia commemorativa delle operazioni militari in Africa orientale).
En 2000, à l'occasion du douzième anniversaire de la mort du secrétaire du Movimento sociale italiano, le « Prix Giorgio Almirante » fut créé à l'initiative de Mirko Tremaglia, une figure politique de la droite italienne.

Au vingtième anniversaire de la mort du chef de file de l'extrême droite de l'après-guerre, Gianni Alemanno, alors maire de Rome, propose en mai 2008 qu'une rue de la capitale italienne soit nommée « Almirante ». Le député démocrate Emanuele Fiano lut alors quelques extraits d'articles qu'Almirante avait écrits dans la revue La Difesa della razza : 

« Le racisme doit être la nourriture de tout et pour tous... Notre racisme doit être celui du sang, celui qui coule dans mes veines, que je ressens en moi, et que je peux voir, analyser et comparer avec le sang des autres. Notre racisme doit être celui de la chair et des muscles... Sinon nous finirons par faire le jeu des métis et des juifs... Il y a seulement un certificat avec lequel on peut imposer l'arrêt du métissage et du judaïsme : le certificat du sang. »

— Giorgio Almirante, La Difesa della razza, 5 mai 1942
 Après lecture de ces extraits de La Difesa, qui appellent à « mettre un terme aux métis et aux juifs », le député Fiano qui a perdu toute sa famille à Auschwitz conclut: « Je remercie ceux qui ont eu l'idée de dédicacer une route à Giorgio Almirante pour qu'il ne soit pas oublié. En fait, nous ne l'oublierons jamais ».
Ces écrits sont condamnés par Gianfranco Fini, le président de la Chambre des Députés et successeur à la tête du Mouvement social italien, qu'il qualifie de « honteux », alors qu'il avait précédemment déclaré qu'Almirante avait été « un grande italiano » (un grand Italien).
Dix ans plus tard, le 15 juin 2018, Virginia Raggi, maire de Rome, relevant du Mouvement 5 étoiles (M5S ou MVS), bloque une décision de son conseil municipal de rebaptiser une rue du nom de Giorgio Almirante. La motion « Almirante » proposée par le parti de droite Frères d'Italie (Fratelli d'Italia) n'avait été combattue que par deux abstentions et un seul vote contre sur les 28 conseillers M5S dit « ni droite ni gauche » et majoritaire à Rome : Maria Agnese Catini. Le M5S a pourtant « toujours assuré ne rien partager avec les néo-fascismes ». Au moment du vote, les autres groupes dont celui de gauche étaient absents de la Chambre. Par la suite, Virginia Raggi promit « une motion interdisant de donner aux rues de la capitale le nom "des dirigeants du régime fasciste, des responsables de propagande ou d’actes racistes, en contradiction avec les principes constitutionnels" » alors que le leader de la Ligue du Nord Matteo Salvini, proche de Berlusconi et d'Orbàn « a, quant à lui, déclaré qu’il n’aurait eu aucun problème à donner le nom d’une rue à Giorgio Almirante ».
La politique d'extrême droite Giorgia Meloni, présidente des Frères d'Italie héritiers du MSI fondé par Almirante, a promis de se battre et voit dans l'opposition à la mise en œuvre de cette décision de nomination un comportement « staliniste ».
Pour sa part, l'organisation représentative de la communauté juive de Rome estime que « Quelqu'un qui a été l'éditeur de "La Difesa della Razza" (Défense de la race) [et] n'a jamais montré le moindre remords, ne mérite pas d'avoir une rue à son nom ».

## Ouvrages
- Il Movimento sociale italiano, con Francesco Palamenghi-Crispi, Nuova Accademia, Milano 1958.
- Mezzasoma rievocato da Giorgio Almirante e da Fernando Feliciani, CEN, Roma 1959.
- Repubblica sociale italiana. Storia, con altri, CEN, Roma 1959.
- La verità sull'Alto Adige, con altri, Movimento sociale italiano, Roma 1959.
- I due ventenni, CEN, Roma 1967.
- Processo al parlamento, CEN, Roma 1969.
- La destra avanza, Edizioni del Borghese, Milano 1972.
- Il regime contro la destra, Edizioni del Borghese, Milano 1973.
- Autobiografia di un fucilatore, Edizioni del Borghese, Milano 1973.
- Complotto di regime contro la destra nazionale. Relazione del segretario nazionale Giorgio Almirante alla direzione del partito, 28-29 aprile 1973, Edital Roma, Roma 1973.
- "Processo alla libertà". Il testo integrale del discorso pronunciato alla Camera il 23 maggio dall'onorevole Giorgio Almirante, Edital Roma, Roma 1973.
- Salvare la scuola dal comunismo, Edizioni D.N., Roma 1974.
- La strategia del terrorismo, Edizioni D.N., Roma 1974.
- L'alternativa corporativa, Edizioni D.N., Roma 1974.
- Interventi al 4. corso aggiornamento politico per dirigenti del Fronte della Gioventù. Roma-Ostia, 19-22 sett. 1974, Edizioni D.N., Roma 1975.
- Per l'unità delle forze anticomuniste in difesa della liberta di tutti gli italiani. Relazione al comitato centrale del MSI-DN, 29-30 luglio 1975, 1975.
- Intervista sull'eurodestra (a cura di Michele Rallo), Thule, Palermo 1978.
- Carlo Borsani, con Carlo Borsani jr., Ciarrapico, Roma 1979.
- Robert Brasillach, Ciarrapico, Roma 1979.
- Jose Antonio Primo de Rivera, Ciarrapico, Roma 1980.
- Processo alla Repubblica, Ciarrapico, Roma 1980.
- Pena di morte?, Ciarrapico, Roma 1981.
- Francesco Giunta e il fascismo triestino. 1918-1925. Dalle origini alla conquista del potere, con Sergio Giacomelli, Trieste 1983.
- Trieste nel periodo fascista. 1925-1943, con Sergio Giacomelli, 1986.
- Tra Hitler e Tito Trieste nella R.S.I. di Mussolini 1943-1945, 1987.
- Discorsi parlamentari, Fondazione della Camera dei Deputati, Roma 2008.